# 370-379
De jaren 370-379 (van de christelijke jaartelling) zijn een decennium in de 4e eeuw.

## Belangrijke gebeurtenissen
- 374 : De Hunnen verslaan de Alanen in Oost-Europa. Hiermee begint de opmars van de Hunnen naar het westen en de Grote Volksverhuizing.
- 375 : Tijdens onderhandelingen met de Quaden sterft keizer Valentinianus I, hij wordt opgevolgd door zijn twee jonge zonen Gratianus en Valentinianus II.
- 376 : Begin van de Gotische Oorlog (376-382).
- De Tervingi, een Visigotische stam, zijn op de vlucht voor de Hunnen en vragen in 376 asiel aan keizer Valens in Constantinopel. Hun leider Fritigern krijgt de landstreek Thracië toegewezen, maar als daar het volgend jaar geen voedsel beschikbaar blijkt, komt hij in opstand. In de Slag bij Adrianopel (378) wordt Keizer Valens verslagen, en zelf sneuvelt hij.

## Heersers

### Europa
- West-Romeinse Rijk: Valentinianus I (364-375), Valentinianus II (375-392)
  - tegenkeizer: Firmus (372-375)
- Oost-Romeinse Rijk: Valens (364-378), Gratianus (378-379), Theodosius I (379-395)
- Visigoten: Athanarik (ca. 355-ca. 380), Fritigern (ca. 376-ca. 380)

### Azië
- Armenië: Pap (370-374), Varazdat (374-378), Zarmandukht (378-384)
- China (Jin-dynastie): Jin Feidi (365-372), Jin Jianwendi (372), Jin Xiaowudi (372-396)
- India (Gupta's): Samudragupta (335-375), Ramagupta (ca. 375-ca. 380)
- Japan (traditionele data): Nintoku (313-399)
- Perzië (Sassaniden): Shapur II (309-379), Ardashir II (379-383)

### Religie
- paus: Damasus I (366-384)
- patriarch van Alexandrië: Athanasius (328-373), Petrus II (373-380)
- patriarch van Antiochië: Meletius (361-381)
- bisschop Ambrosius van Milaan (374-397)

<< · 370 · 371 · 372 · 373 · 374 · 375 · 376 · 377 · 378 · 379 · >>
<< · 300-309 · 310-319 · 320-329 · 330-339 · 340-349 · 350-359 · 360-369 · 370-379 · 380-389 · 390-399 · >>